# Frederiksborgs slott

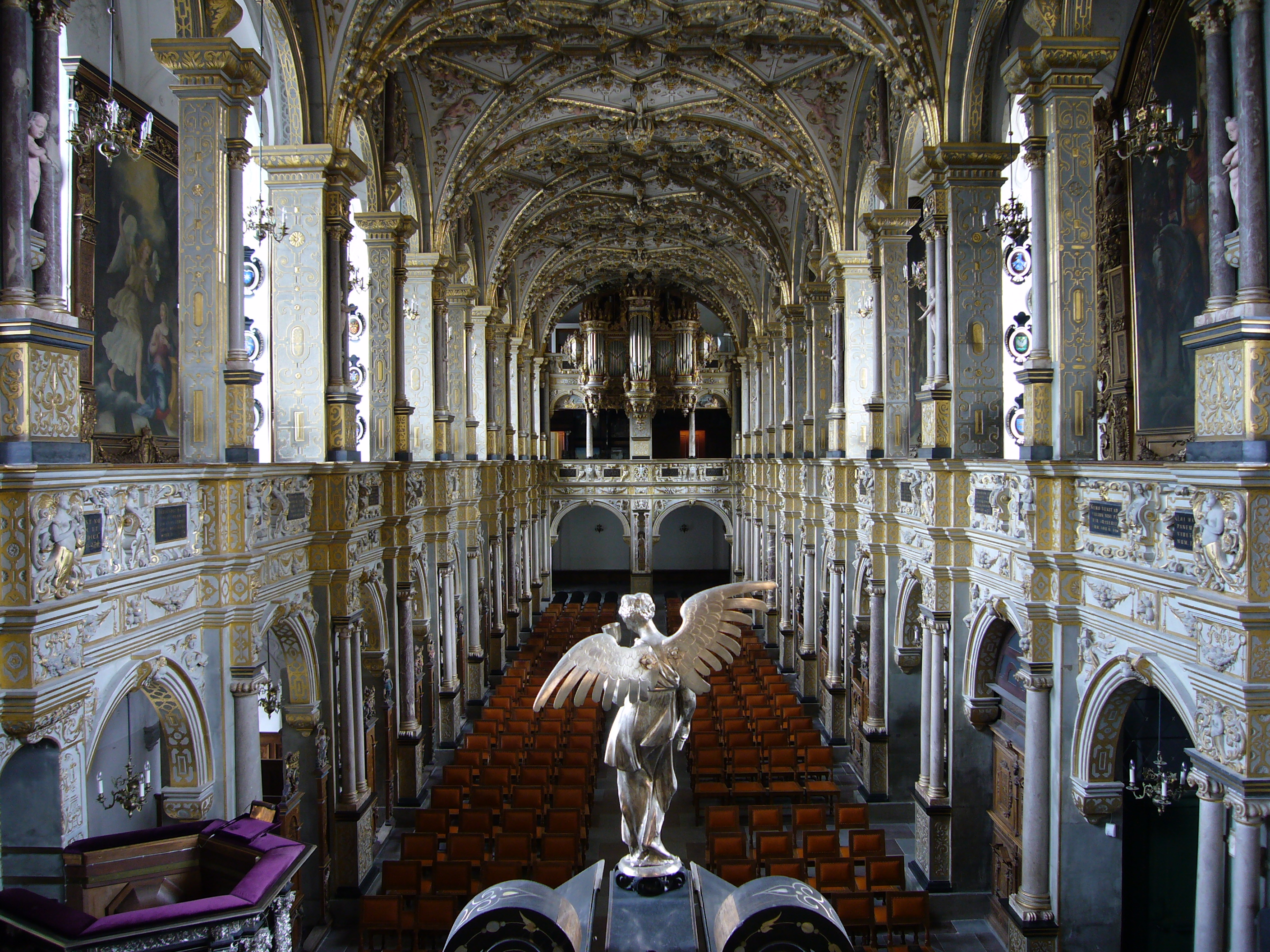
Slottskyrkan sedd från koret mot orgelläktaren.

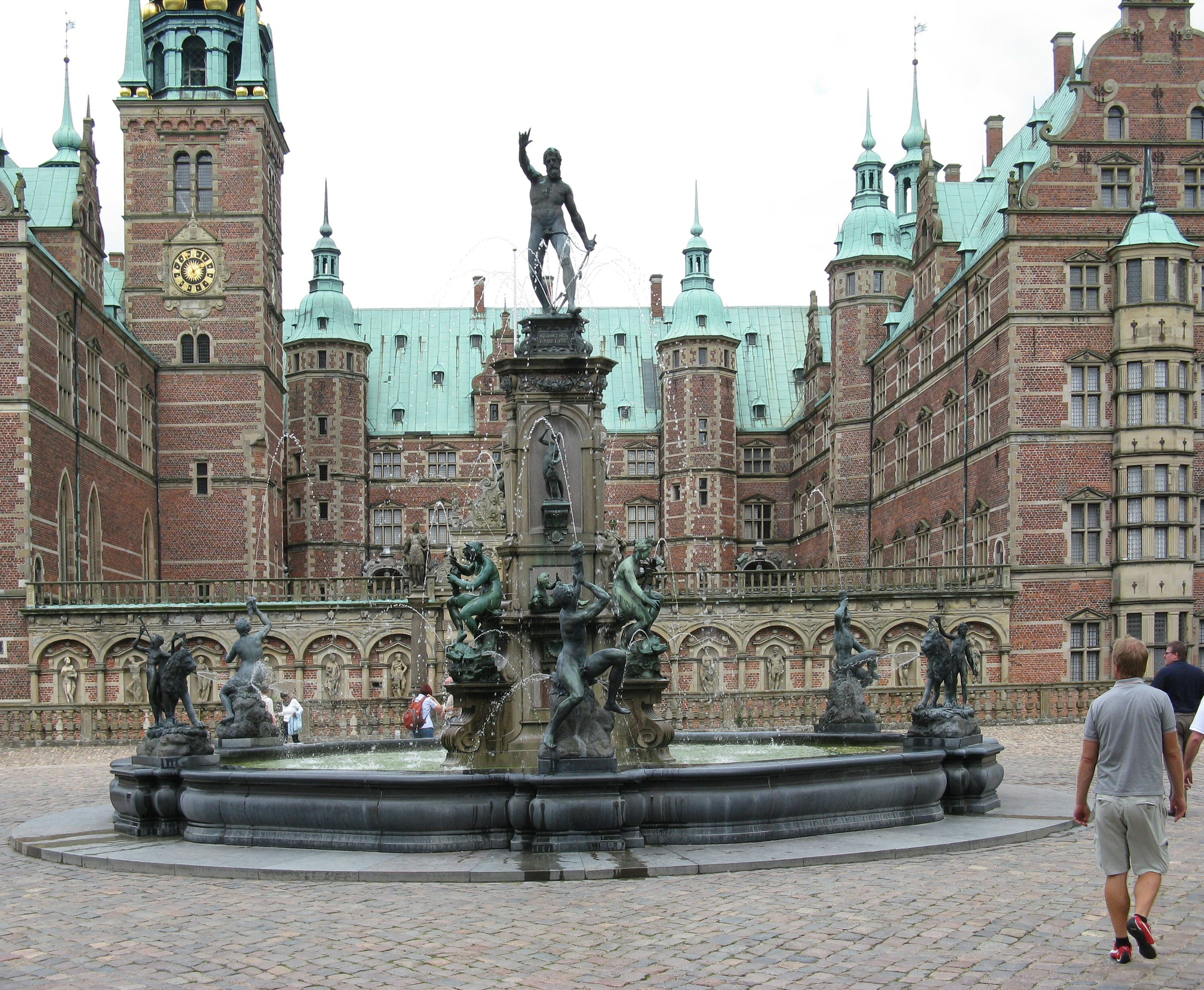
Neptunusbrunnen 2010.

Frederiksborgs slott (på danska: Frederiksborg Slot) är ett danskt slott i Hillerød på Nordsjälland och har anor från 1500-talet.  Det är idag det största renässansslottet i Skandinavien och ligger nära Hillerøds centrum, där det utgör ett markant inslag i stadsbilden. Här slöts freden i Frederiksborg 1720.

## Historik
Kung Fredrik II förvärvade 1560 av Herluf Trolle det dåvarande Hillerødsholm och uppförde här ett jaktslott som fick namn efter kungen. På tre holmar i den lilla sjön anlades en mängd byggnader, och på ömse sidor om den långa infarten till den S-formiga stora stenbryggan uppfördes stall- och domestikbyggnader, på båda sidor avslutade av runda torn. Kristian IV lät riva slottets huvudbyggnad och uppförde mellan 1602 och 1620 det nuvarande slottet efter ritningar av nederländska stenmästare. Särskilt Hans van Steenwinckel den yngre arbetade på slottet från 1614. Byggnaden omfattade då tre sammanbyggda höga flyglar av tegel med sandsten i omfattningar och ornament. Slottet pryddes med smäckra torn; det högsta tornet, väster om borggården vid kyrkoflygeln, försågs med klockstapel. Framför det mellersta, högsta huset, "kungsflygeln", placerades ett dubbelt öppet galleri av svart marmor med vita figurer. Ett yttre fristående galleri begränsar borggården på ingångssidan. Ett brett porttorn med hög spira reser sig vid den S-formade bryggan. På västra sidan leder en "lönngång" på bågställningar över vallgraven till det så kallade audienshuset.
I slottskyrkan pryds altaren, predikstolen och dopfunten av silverarbeten utförda av de båda silversmederna Jacob Mores d.ä. och Jacob Mores d.y..

### Neptunusbrunnen
År 1623 utfördes på borggården en skulptursmyckad springbrunn, Neptunusbrunnen av Adriaen de Vries. De ursprungliga figurerna bortfördes av svenskarna 1659 och finns idag uppställda vid Drottningholms slott, och är på Frederiksborg ersatta av senare avgjutningar.

### Trädgården
Den omgivande trädgården och parken är vidsträckt och innehåller en del äldre byggnader, bland annat Badestuen från Fredrik II:s tid.

### Restaureringar
Efter en förödande brand den 17 december 1859 – då kung Fredrik VII bodde på Frederiksborg – förstörde slottets tak och större delen av inredningen. Endast slottskyrkan och det till slottsbyggnaden kopplade så kallade Audienshuset undgick branden. Restaureringsarbetet sattes dock snart igång och 1875 var slottet yttre jämte kyrkan färdigställt. År 1877 föreslog Carlsbergbryggeriernas grundare J. C. Jacobsen att slottet skulle återuppbyggas och inrymma ett nationalhistoriskt museum i stil med dem på slotten Versailles i Frankrike och Gripsholm i Sverige. År 1878 inrättade han Det Nationalhistoriske Museum på Frederiksborgs slott och åtog sig att på egen bekostnad låta återuppbygga slottet.

## Galleri

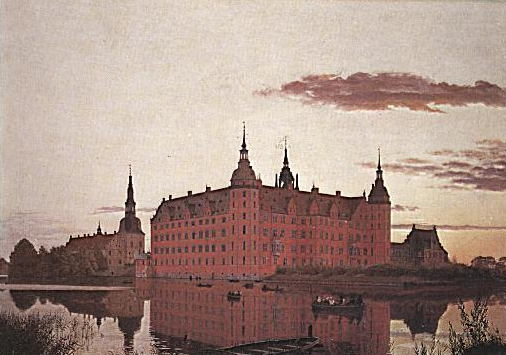
Målning av Christen Købke från 1835.
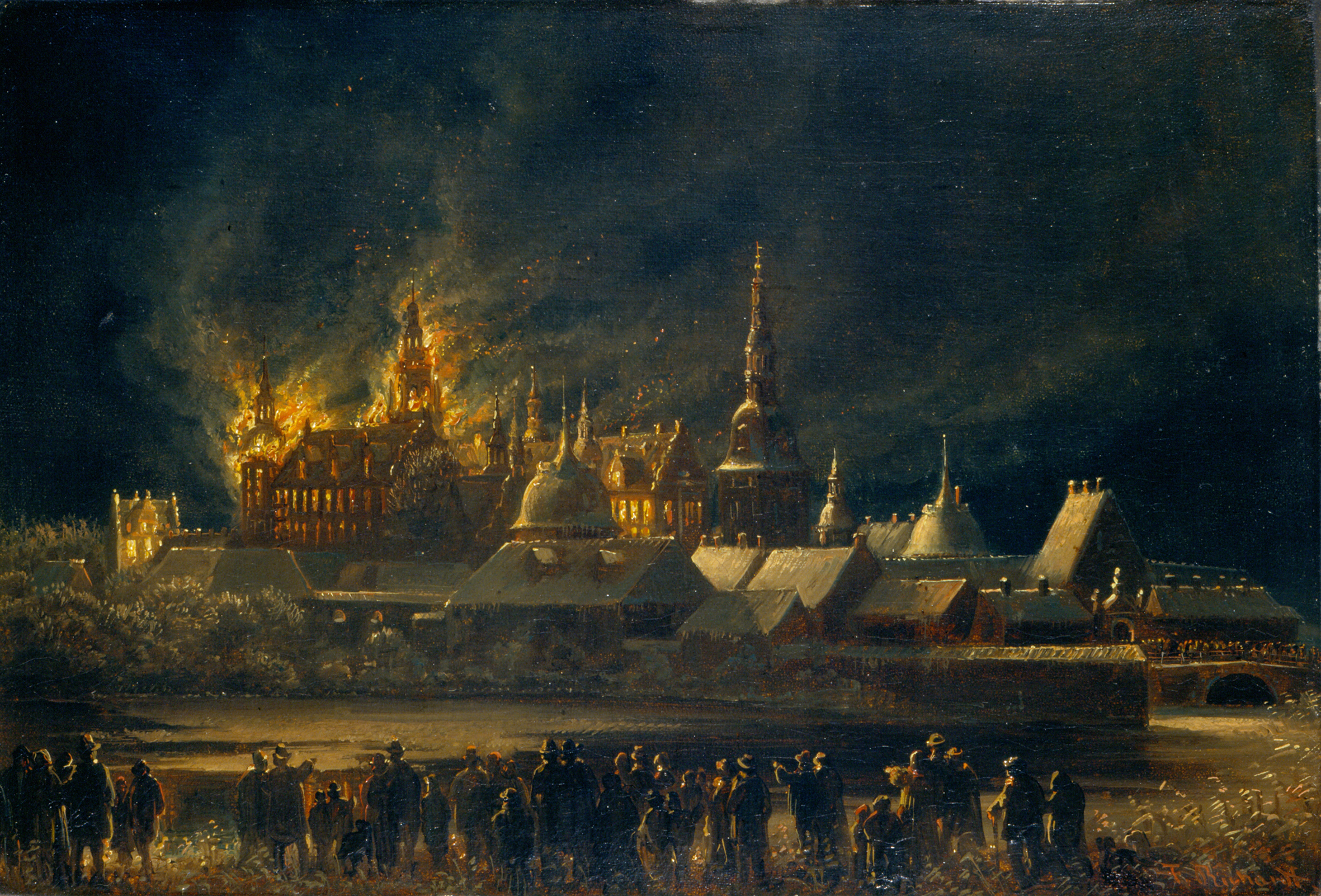
Slottsbranden målad av Ferdinand Richardt 1859.